# Marcel Gébelin
Marcel Gébelin est un footballeur français, né le 24 juin 1907 à Nîmes en France et mort le 26 décembre 1980 dans la même ville, qui évoluait au poste de milieu de terrain. Il entraîne le Nîmes Olympique de 1939 à 1942.

## Biographie
Marcel Gébelin dispute au cours de sa carrière 52 matchs en Division 1, inscrivant deux buts.